# Studi danteschi
La rivista Studi danteschi è una rivista nata nel 1920, per iniziativa di Michele Barbi finalizzata a raccogliere e a pubblicare gli articoli scientifici riguardanti Dante Alighieri.

## Storia
In previsione delle celebrazioni per il seicentenario della morte di Dante (1921), il filologo dantista Michele Barbi, già incaricato di curare l'edizione nazionale delle opere del Sommo Poeta, fondò la rivista Studi Danteschi. Due anni dopo, quando il Bullettino della Società Dantesca Italiana cessò di essere pubblicato, gli Studi Danteschi assolsero al compito di diffondere il patrimonio culturale e spirituale dell'Alighieri in Italia e nel resto del Mondo, secondo un preciso dettame metodologico dettato dallo stesso Barbi ne I nostri propositi:
(Estratto da Michele Barbi, I nostri propositi, riportato da Messina)
Nel 1943, con la morte del Barbi, la rivista cessò momentaneamente la propria attività a causa della guerra. Solo nel 1949 riprese la propria attività e la direzione passò nelle mani di Mario Casella, che la tenne fino al 1956. Gli succedette Gianfranco Contini, il quale decise di pubblicare un unico volume all'anno. Contini tenne le redini della redazione fino al 1971, quando gli si affiancò Francesco Mazzoni. Quest'ultimo divenne unico direttore nel 1981, rimanendo in carica fino al 2011, aiutato negli ultimi dieci anni da Guglielmo Gorni e Rosetta Migliorini Fissi. Dopo una breve parentesi di Enrico Ghidetti, attualmente sono direttori Antonio Lanza e Lino Pertile.